# Super Furry Animals
Super Furry Animals é uma banda de indie rock do País de Gales formada em 1993 na cidade de Cardiff. A banda é composta pelos membros: Gruff Rhys (vocal e guitarra), Huw "Bunf" Bunford (guitarra e vocais), Guto Pryce (baixo), Cian Ciaran (teclados, sintetizadores, guitarras, backing vocal e outros instrumentos eletrônicos) e Dafydd Ieuan (irmão de Cian, responsável pela bateria e pelos vocais).

## Discografia
- Fuzzy Logic (1996)
- Radiator (1997)
- Guerrilla (1999)
- Mwng (2000)
- Rings Around the World (2001)
- Phantom Power (2003)
- Love Kraft (2005)
- Hey Venus! (2007)
- Dark Days / Light Years (2009)